# Le Péage-de-Roussillon
Le Péage-de-Roussillon est une commune française située dans le département de l'Isère en région Auvergne-Rhône-Alpes.

## Géographie

### Situation et description
La commune du Péage-de-Roussillon est située dans l'unité urbaine de Vienne, à 20 km au sud de Vienne, à 52 km au sud de Lyon et à 54 km au nord de Valence par l'A7.

### Communes limitrophes
La commune du Péage-de-Roussillon est limitrophe de  cinq autres communes et de deux départements.
Les communes limitrophes sont  Limony, Roussillon, Saint-Maurice-l'Exil, Saint-Pierre-de-Bœuf et Salaise-sur-Sanne.

### Climat
Pour des articles plus généraux, voir Climat d'Auvergne-Rhône-Alpes et Climat de l'Isère.
En 2010, le climat de la commune est de type climat océanique altéré, selon une étude du Centre national de la recherche scientifique s'appuyant sur une série de données couvrant la période 1971-2000. En 2020, Météo-France publie une typologie des climats de la France métropolitaine dans laquelle la commune est dans une zone de transition entre le climat semi-continental et le climat de montagne et est dans une zone de transition entre les régions climatiques « Moyenne vallée du Rhône » et « Sud-est du Massif Central ».
Pour la période 1971-2000, la température annuelle moyenne est de 12,3 °C, avec une amplitude thermique annuelle de 18 °C. Le cumul annuel moyen de précipitations est de 810 mm, avec 8,1 jours de précipitations en janvier et 5,8 jours en juillet. Pour la période 1991-2020, la température moyenne annuelle observée sur la station météorologique de Météo-France la plus proche, « Sablons », sur la commune de Sablons à 6 km à vol d'oiseau, est de 13,3 °C et le cumul annuel moyen de précipitations est de 805,2 mm,. Pour l'avenir, les paramètres climatiques de la commune estimés pour 2050 selon différents scénarios d'émission de gaz à effet de serre sont consultables sur un site dédié publié par Météo-France en novembre 2022.
| Mois                                  | jan.             | fév.          | mars          | avril       | mai           | juin          | jui.          | août          | sep.          | oct.          | nov.           | déc.             | année      |
| ------------------------------------- | ---------------- | ------------- | ------------- | ----------- | ------------- | ------------- | ------------- | ------------- | ------------- | ------------- | -------------- | ---------------- | ---------- |
| Température minimale moyenne (°C)     | 0,7              | 0,7           | 3,1           | 5,9         | 9,9           | 13,4          | 14,9          | 14,5          | 11,2          | 8,4           | 4,2            | 1,5              | 7,4        |
| Température moyenne (°C)              | 4,5              | 5,6           | 9,4           | 12,6        | 16,8          | 20,6          | 22,6          | 22,2          | 18            | 13,9          | 8,5            | 5,1              | 13,3       |
| Température maximale moyenne (°C)     | 8,4              | 10,5          | 15,7          | 19,2        | 23,6          | 27,8          | 30,2          | 29,9          | 24,9          | 19,3          | 12,7           | 8,8              | 19,2       |
| Record de froid (°C) date du record   | −22,3 06.01.1971 | −12 05.02.12  | −12 01.03.05  | −5 08.04.03 | −1 01.05.1976 | 4 04.06.1984  | 6,5 13.07.00  | 4 18.08.1970  | 0 18.09.1971  | −6 31.10.1997 | −12 19.11.1973 | −11,5 29.12.1976 | −22,3 1971 |
| Record de chaleur (°C) date du record | 19 19.01.07      | 22,8 24.02.20 | 27,2 30.03.21 | 31 24.04.07 | 35,5 24.05.09 | 40,1 27.06.19 | 40,9 23.07.19 | 41,8 22.08.23 | 36,3 14.09.20 | 30,5 10.10.23 | 23 06.11.15    | 19,9 18.12.1989  | 41,8 2023  |
| Précipitations (mm)                   | 51,2             | 37,8          | 45            | 62,1        | 73,9          | 65,4          | 67,6          | 62,5          | 83,8          | 107           | 99,4           | 49,5             | 805,2      |

### Hydrographie
Le Péage-de-Roussillon fait partie du bassin versant du Rhône, fleuve qui borde la partie occidentale du territoire et qui la sépare des départements de la Loire et de l'Ardèche, situés en rive droite.
Au niveau de la commune et des communes riveraines, le Rhône comporte trois ouvrages principaux : le barrage de retenue de Saint-Pierre-de-Bœuf, la centrale hydroélectrique et l’écluse de Sablons. La centrale est équipée de quatre groupes de type bulbe, d’une puissance de 40 MW chacun.

## Urbanisme

### Typologie
Au 1er janvier 2024, Le Péage-de-Roussillon est catégorisée ceinture urbaine, selon la nouvelle grille communale de densité à sept niveaux définie par l'Insee en 2022.
Elle appartient à l'unité urbaine de Vienne, une agglomération inter-départementale regroupant 25  communes, dont elle est une commune de la banlieue,,. Par ailleurs la commune fait partie de l'aire d'attraction de Roussillon, dont elle est une commune du pôle principal,. Cette aire, qui regroupe 27 communes, est catégorisée dans les aires de 50 000 à moins de 200 000 habitants,.

### Occupation des sols
L'occupation des sols de la commune, telle qu'elle ressort de la base de données européenne d’occupation biophysique des sols Corine Land Cover (CLC), est marquée par l'importance des territoires agricoles (41,4 % en 2018), en diminution par rapport à 1990 (44,5 %). La répartition détaillée en 2018 est la suivante : 
zones urbanisées (31,7 %), cultures permanentes (26,1 %), zones agricoles hétérogènes (14,1 %), forêts (8,5 %), eaux continentales (7,6 %), zones industrielles ou commerciales et réseaux de communication (5,6 %), milieux à végétation arbustive et/ou herbacée (5,2 %), terres arables (1,2 %). L'évolution de l’occupation des sols de la commune et de ses infrastructures peut être observée sur les différentes représentations cartographiques du territoire : la carte de Cassini (XVIIIe siècle), la carte d'état-major (1820-1866) et les cartes ou photos aériennes de l'IGN pour la période actuelle (1950 à aujourd'hui).

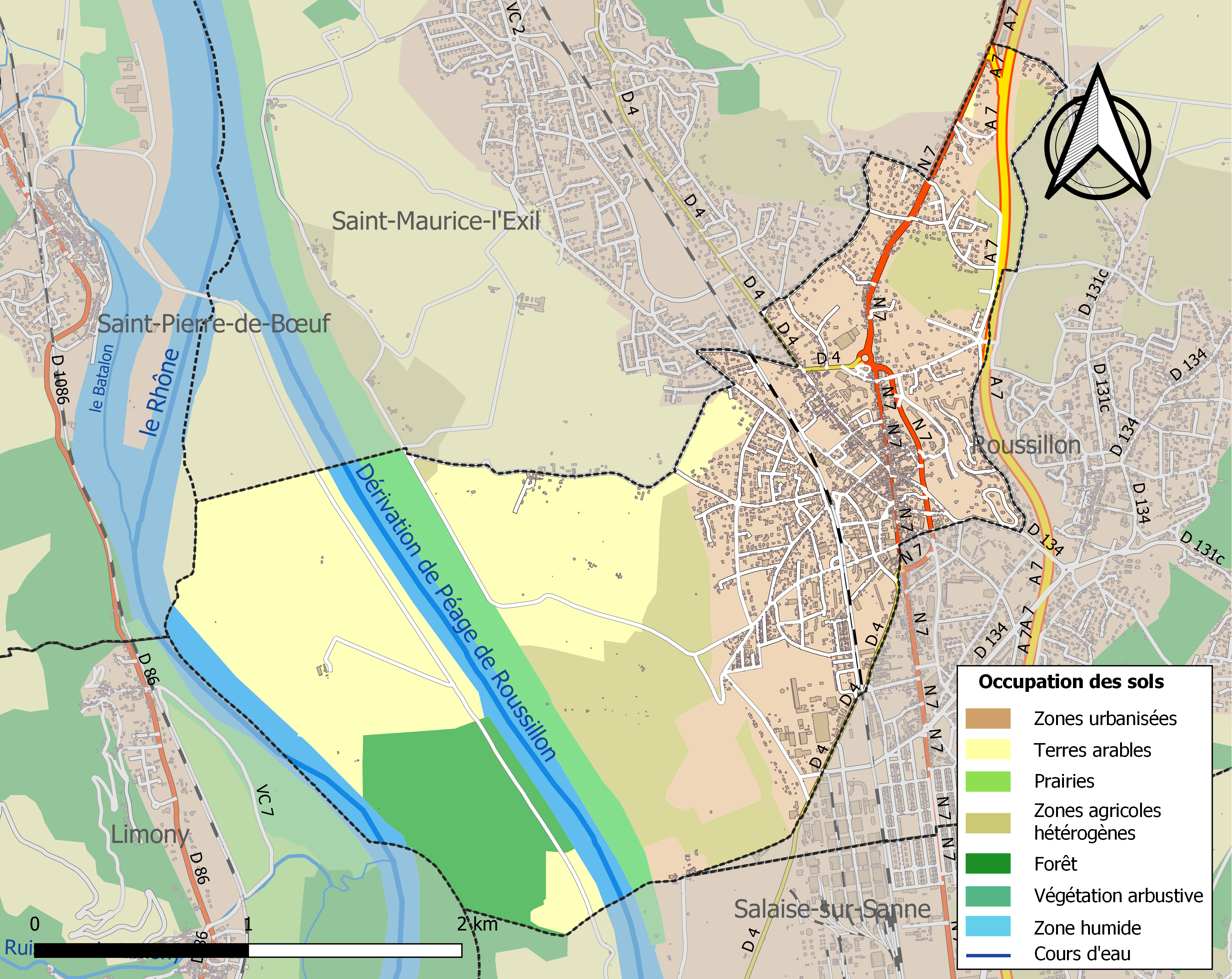
Carte des infrastructures et de l'occupation des sols de la commune en 2018 (CLC).

### Voies de communication et transports

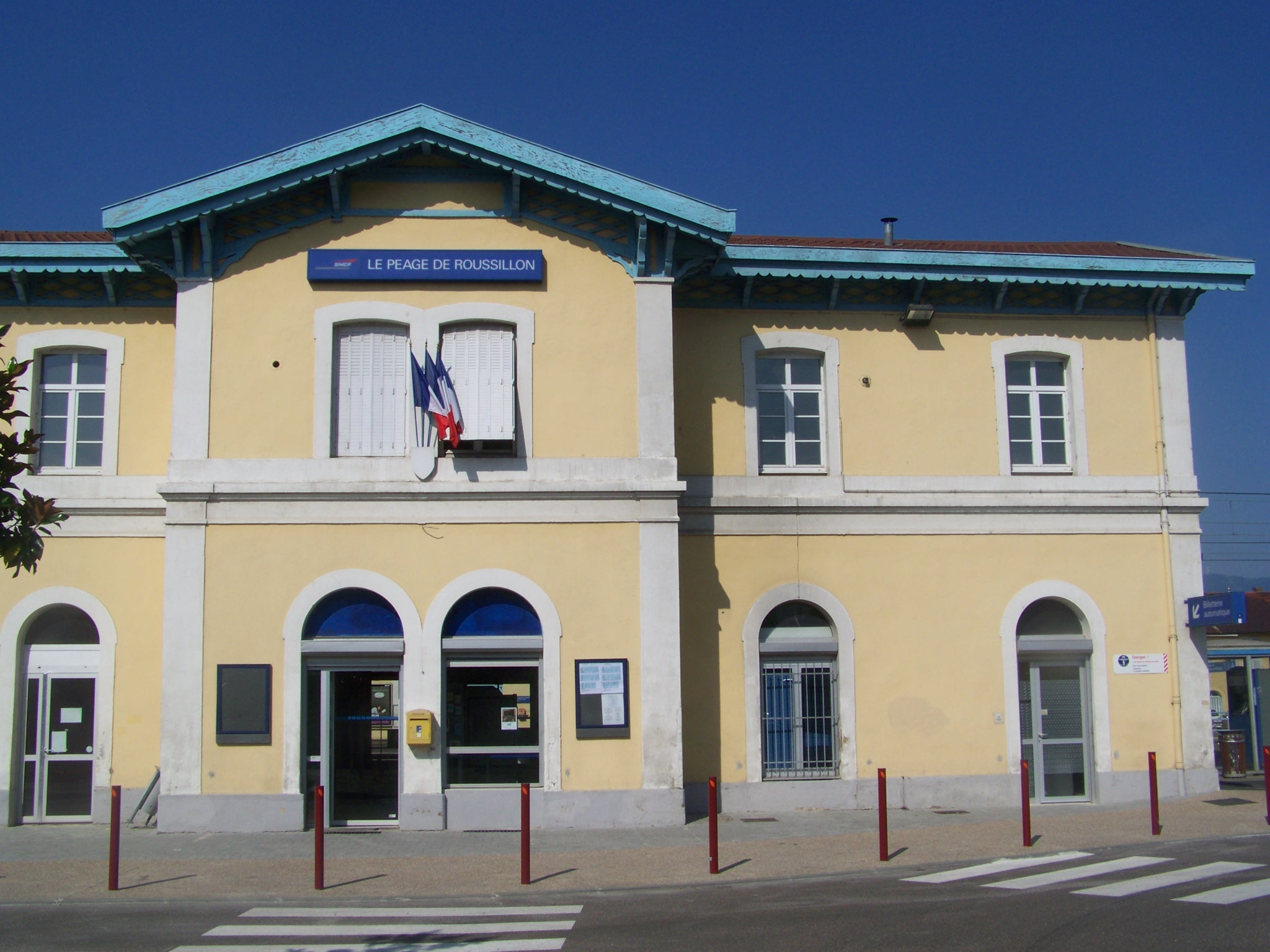
La gare du Péage-de-Roussillon.

#### Voies routières
On peut accéder au centre de la commune en empruntant l'autoroute A7 depuis Vienne-sud (au nord) ou Chanas (au sud).
- 11 Vienne-Sud à 33N ou 4 km (vers Marseille).
- 12 Chanas à 24 km : (vers Roussillon).

La route nationale 7 (RN7) traverse le territoire de la commune.

#### Transports publics
Le Péage-de-Roussillon compte une gare TER faisant partie de la ligne 5 du réseau TER rhônalpin. La ville possède plusieurs arrêts de bus pour les lignes des Transports du Pays Roussillonnais, gérées par la communauté de communes du Pays Roussillonnais.

### Risques naturels

#### Risques sismiques
La totalité du territoire de la commune du Péage-de-Roussillon est situé en zone de sismicité n°3 (sur une échelle de 1 à 5), comme la plupart des communes de son secteur géographique.
| Type de zone | Niveau            | Définitions (bâtiment à risque normal) |
| ------------ | ----------------- | -------------------------------------- |
| Zone 3       | Sismicité modérée | accélération = 1,1 m/s2                |

## Toponymie
La ville porte ce nom car autrefois, le bourg servait de péage pour l'entrée de Roussillon, correspondant à la perception d'une somme d'argent afin de faire rentrer des marchandises sur la place.

## Politique et administration

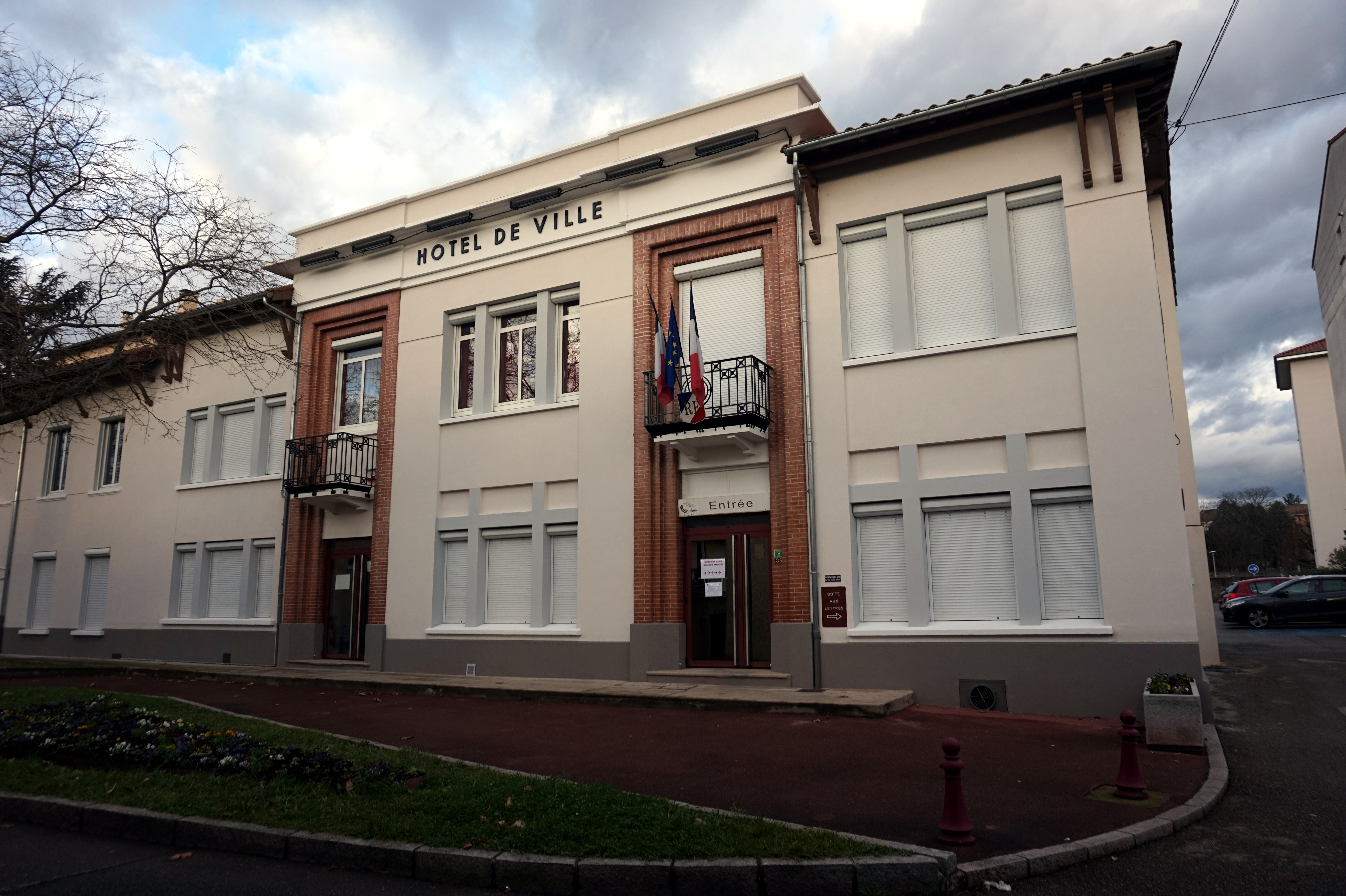
Hôtel de ville du Péage-de-Roussillon.

### Liste des maires
| Période                                  | Période    | Identité            | Étiquette | Qualité                                                                                |
| ---------------------------------------- | ---------- | ------------------- | --------- | -------------------------------------------------------------------------------------- |
| 1906                                     | 1941       | Claude Ollier       | Radical   | Ingénieur et industriel Député (1924-1928 et 1932-1936) Conseiller général (1922-1928) |
| 1941                                     | 1944       | Paul Houdaille      |           |                                                                                        |
| 1944                                     | 1975       | Jean-Baptiste Dufeu | Radical   | Commerçant - Conseiller général (1945-1967) Sénateur (1955-1974)                       |
| 1975                                     | 1977       | Roger Flacher       |           |                                                                                        |
| 1977                                     | mars 1989  | Maurice Chevalier   | PCF       |                                                                                        |
| mars 1989                                | mars 2001  | René Bourget        | PS        | Chirurgien-dentiste - Conseiller général (1985-1992) Député (1982-1986, 1990-1993)     |
| mars 2001                                | mars 2008  | François Martinez   | DVG       |                                                                                        |
| mars 2008                                | avril 2014 | Christine Masson    | PS        |                                                                                        |
| avril 2014                               | juin 2020  | Stéphane Spitters   | DVD       | Retraité                                                                               |
| juillet 2020                             | En cours   | André Mondange      | PCF       |                                                                                        |
| Les données manquantes sont à compléter. |            |                     |           |                                                                                        |

## Population et société

### Démographie
L'évolution du nombre d'habitants est connue à travers les recensements de la population effectués dans la commune depuis 1793. Pour les communes de moins de 10 000 habitants, une enquête de recensement portant sur toute la population est réalisée tous les cinq ans, les populations de référence des années intermédiaires étant quant à elles estimées par interpolation ou extrapolation. Pour la commune, le premier recensement exhaustif entrant dans le cadre du nouveau dispositif a été réalisé en 2005.

En 2022, la commune comptait 6 587 habitants, en évolution de −0,98 % par rapport à 2016 (Isère : +3,07 %, France hors Mayotte : +2,11 %).
| 1793  | 1800 | 1806  | 1821  | 1831  | 1836  | 1841  | 1846  | 1851  |
| ----- | ---- | ----- | ----- | ----- | ----- | ----- | ----- | ----- |
| 1 121 | 561  | 1 174 | 1 361 | 1 480 | 1 534 | 1 515 | 1 583 | 1 597 |

| 1856  | 1861  | 1866  | 1872  | 1876  | 1881  | 1886  | 1891  | 1896  |
| ----- | ----- | ----- | ----- | ----- | ----- | ----- | ----- | ----- |
| 1 492 | 1 638 | 1 487 | 1 632 | 1 722 | 1 775 | 1 738 | 1 701 | 1 622 |

| 1901  | 1906  | 1911  | 1921  | 1926  | 1931  | 1936  | 1946  | 1954  |
| ----- | ----- | ----- | ----- | ----- | ----- | ----- | ----- | ----- |
| 1 657 | 1 535 | 1 493 | 1 705 | 2 009 | 2 847 | 3 002 | 3 127 | 3 840 |

| 1962  | 1968  | 1975  | 1982  | 1990  | 1999  | 2005  | 2006  | 2010  |
| ----- | ----- | ----- | ----- | ----- | ----- | ----- | ----- | ----- |
| 5 364 | 5 765 | 6 243 | 6 182 | 5 879 | 6 351 | 6 575 | 6 585 | 6 751 |

| 2015  | 2020  | 2022  | - | - | - | - | - | - |
| ----- | ----- | ----- | - | - | - | - | - | - |
| 6 622 | 6 444 | 6 587 | - | - | - | - | - | - |

### Enseignement
La commune est rattachée à l'académie de Grenoble.

### Médias
Historiquement, le quotidien à grand tirage Le Dauphiné libéré consacre, chaque jour, y compris le dimanche, dans son édition du Nord-Isère (Vienne), un ou plusieurs articles à l'actualité du canton et quelquefois de la commune, ainsi que des informations sur les éventuelles manifestations locales, les travaux routiers, et autres événements divers à caractère local.

### Cultes
La communauté catholique et l'église (propriété de la commune) dépendent de la paroisse Saint-Pierre en pays roussillonais qui recouvre plusieurs autres communes. Cette paroisse est rattachée au diocèse de Grenoble-Vienne.

## Économie
La plate-forme chimique OSIRIS occupe une vingtaine d'hectares au sud de la commune.

## Culture locale et patrimoine

### Cinéma

#### Le Rex
Le Péage-de-Roussillon possède un cinéma de trois salles (soit 380 places) classé art et essai et jeune public, appelé Rex (ou Le Rex), sis 6 avenue Jules Ferry, à proximité de la gare SNCF, géré (depuis 2009) par l'Union régionale de la fédération des œuvres laïques (URFOL). De taille moyenne, il affiche un fronton à étage et un angle bien saillant qui affirme son esthétique Art déco. Très américaines dans l'esprit, ses couleurs marque l'époque de sa fondation en 1939. Ouvert tout au long de l'année du mardi au dimanche, il a été entièrement rénové en 2009, et est désormais équipé des dernières technologies (notamment un projecteur numérique capable de projeter des films en 3D) et propose une programmation de films grand public, enfants (pendant et hors temps scolaire) et art et essai, notamment des soirées-débats en partenariat avec des associations,. En sept ans, depuis sa rénovation en 2009, sa fréquentation annuelle est passée de 22 000 à 62 500 entrées.

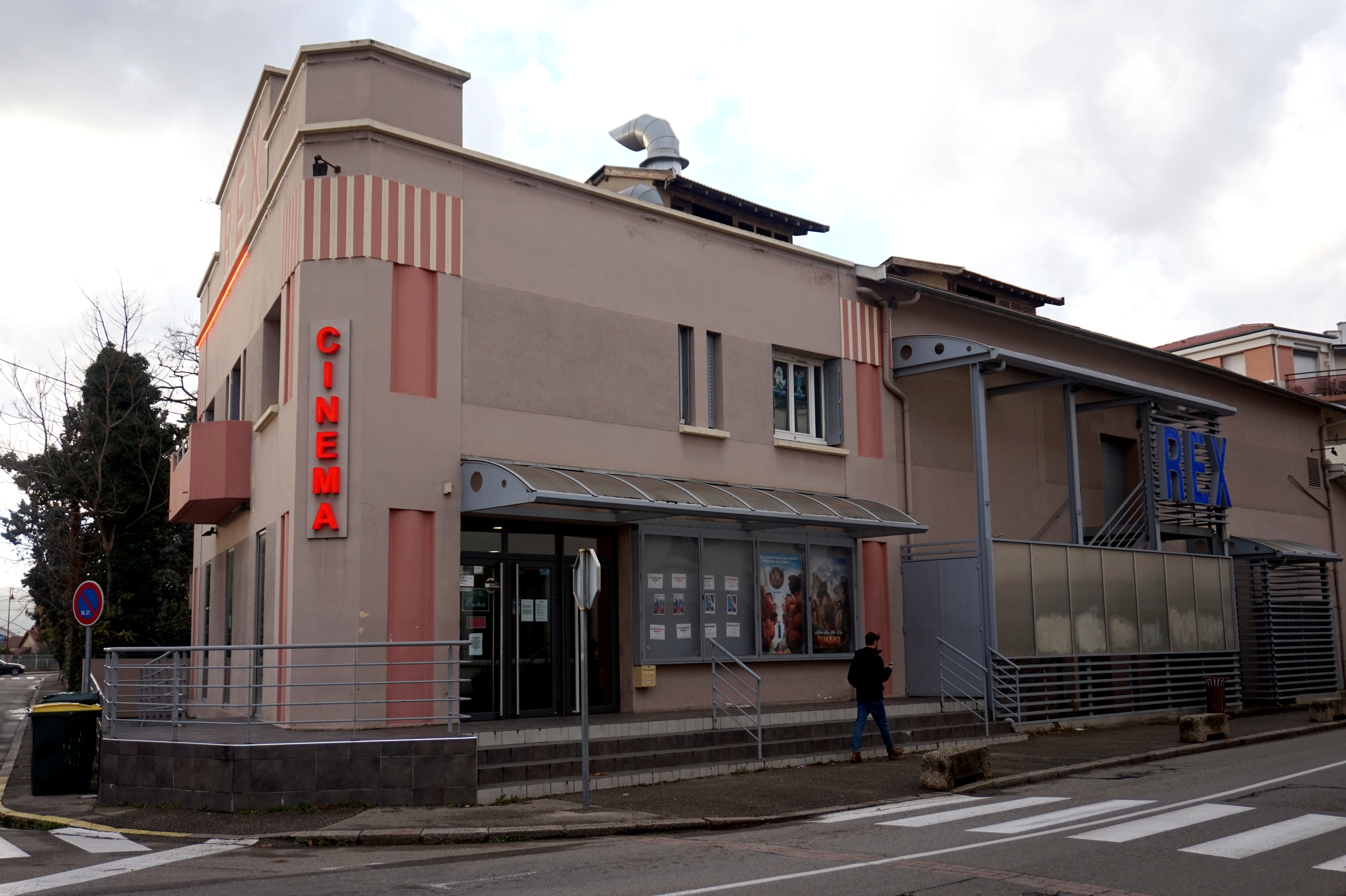
Le cinéma Rex

#### Le projet d'un nouveau cinéma: Le Grand Rex
Le 6 février 2016, le quotidien Le Dauphiné révélait que le cinéma Le Rex devait déménager vers les anciennes coopératives à l'horizon 2017. La commission départementale d'aménagement commercial avait, en effet, donné son accord pour le projet. Avec cinq salles, le nouvel établissement devait avoir une capacité de plus de 700 spectateurs.
Un an plus tard, France Bleu Bourgogne confirmait que le cinéma Rex allait bien déménager dans les locaux abandonnés de l'ancienne coopérative viticole, non loin de son emplacement actuel, derrière la gare, de l'autre côté de la voie ferrée, pour devenir Le Grand Rex et ainsi doubler sa capacité. En effet, le cinéma fonctionne si bien (depuis qu'il est géré par l'URFOL) qu'il doit souvent refuser des spectateurs. Et une étude de marché a mis en évidence un potentiel de 100 000 à 130 000 entrées par an. L'article expliquait également que le vieil établissement avait bien failli disparaître lorsqu'en 2009, à la suite du départ à la retraite de son propriétaire, il ne trouvait pas de repreneur. La municipalité l'avait finalement racheté, le fonds de commerce ayant alors été confié à l'URFOL. Il avait alors fallu engager de gros travaux, installer de nouveaux fauteuils dans les trois salles, refaire les peintures, moderniser les projecteurs.
Le nouveau projet devrait ainsi compter deux salles supplémentaires (portant à cinq le nombre total de salles) et proposer le double de la capacité actuelle, soit un total de 750 fauteuils. Les premiers travaux devaient être lancés pour une ouverture courant 2018. L'investissement s'élève à 3,8 millions d'euros, financé par l'URFOL, le CNC, la Caisse des dépôts et consignations, la région Auvergne-Rhône-Alpes, le département Isère et la communauté de communes du Pays Roussillonnais qui pour l'occasion devrait se saisir de la compétence cinéma. La fréquentation du futur Grand Rex est estimée à 115 000 spectateurs la première année d’exploitation, 125 000 la seconde et 130 000 à trois ans.
Le 3 juin 2019, le quotidien Le Dauphiné annonçait le retour du projet de déplacement et de transformation du cinéma Rex en cinéma Le Grand Rex (après être resté deux ans au point mort) : un bail emphytéotique devait alors (enfin) être signé entre la société Roussillon Cinéma gérante des futures salles et la communauté de communes Entre Bièvre et Rhône finançant (en partie) le projet (dont le coût global est désormais estimé à 4,2 millions d’euros).

### Lieux et monuments
- L'orgue de l'église Saint-Jean-Baptiste[27] a été construit dans les années 1970 par Henri Saby à partir de nombreux éléments de différents instruments dont certains sont dus au célèbre facteur Aristide Cavaillé-Coll.
- Le monument aux morts communal.

### Patrimoine naturel
La réserve naturelle de l'île de la Platière s'étend partiellement sur le territoire du Péage-de-Roussillon, à l'ouest, en rive gauche du fleuve Rhône.

### Personnalités liées à la commune
- Raymond Saint-Prix, acteur, peintre, mécène (XXe siècle).
- Philippe Calvario, acteur, metteur en scène (XXe siècle).
- Claude Ollier, homme politique français (XXe siècle).
- Jean-Baptiste Dufeu, homme politique français (XXe siècle).
- François Marbos (1739-1825), évêque, homme politique, né au Péage, député à la Convention nationale et membre du Conseil des Cinq-Cents.
- Jean-Louis Fabre-Terreneuve (1781-1855), médecin, écrivain, maire du Péage de Roussillon, auteur de La Nouvelle Agnodice.

### Héraldique
| Blason de Péage-de-Roussillon (Le) | Blason  | Taillé au 1) de gueules à l'écusson d'or chargé d'un dauphin d'azur crêté, barbé, loré ; peautré et oreillé de gueules ; au 2) d'or ) l »usine au trait de sable soutenue d'une grappe de raison posée en barre adextrée de deux pêches surmontées d'une paire de cerises de gueules et feuillées d'une pièce, le tout au naturel ; à la cotise en barre d'argent chargée de l'inscription de sable « Le Péage-de-Roussillon » brochant sur la partition. |
| Blason de Péage-de-Roussillon (Le) | Détails | Le statut officiel du blason reste à déterminer. |